# Томаш Візнер
Томаш Візнер (чеськ. Tomáš Wiesner, нар. 17 липня 1997, Прага, Чехія) — чеський футболіст, захисник клубу «Спарта» (Прага) та національної збірної Чехії.

## Клубна кар'єра
Томаш Візнер є вихованцем столичної «Спарти», де починав займатися футболом з 2006 року. З 2016 захисника почали залучати до першої команди. Але вже тоді Візнер був відправлений в оренду у клуб Другої ліги «Влашим». Після того було ще дві оренди. Вже у клуби Гамбрінус ліги - «Слован» (Ліберець) та «Млада Болеслав».
Влітку 2020 року візнер повернувся до складу «Спарти».

## Збірна
З 2014 року Томаш Візнер захищає кольори юнацьких та молодіжної збірних Чехії. У вересні 2021 року у матчі відбору до чемпіонату світу 2022 року проти команди Бельгії Томаш Візнер дебютував у складі національної збірної Чехії.

## Титули і досягнення
- Чемпіон Чехії (1):

«Спарта»: 2022–23